# Robert Caux
Robert Caux est un compositeur, musicien et sonorisateur de la ville de Québec.

## Biographie
Formé en orgue baroque à l'Université Laval, il a composé les musiques de multiples spectacles de compagnies artistiques de la vieille capitale, tant du côté de la danse que du théâtre grand public ou des marionnettes.
Son nom est étroitement associé au développement du metteur en scène Robert Lepage pour qui il a entre autres composé et interprété en direct les musiques originales de La Trilogie des dragons, Les Aiguilles et l'Opium  et Elseneur de 1986 à 1998. Il a également signé la musique du deuxième film du Robert Lepage, Le Polygraphe.
Parallèlement à son travail avec Lepage, il devient membre du Théâtre Niveau Parking en 1987 et composera toutes les musiques de la compagnie jusqu'en 1998.
En 2002, il réalisa la bande sonore du spectacle Les Trois Sœurs mis-en-scène par Wajdi Mouawad en collaboration avec celui-ci.
Il est présentement chef sonorisateur de la salle Octave-Crémazie du Grand Théâtre de Québec.